# Kołomyjka
Kołomyjka [pronunciación en polaco: /kɔwɔˈmɨi̯ka/] es un pueblo ubicado en el distrito administrativo de Gmina Rutki, dentro del Condado de Zambrów, Voivodato de Podlaquia, en el norte de Polonia oriental. Se encuentra aproximadamente a 4 kilómetros al oeste de Rutki-Kossaki, a 15 kilómetros al noreste de Zambrów, y a 53 kilómetros al oeste de la capital regional Białystok.